# لوکو رووتسکی
لوکو میکولایوویچ رووتسکی (به اوکراینی: Левко́ Микола́йович Реву́цький) (به روسی: Лев Николаевич Ревуцкий) (زادۀ ۲۰ فوریه [س.ق. ۸ فوریه] ۱۸۸۹ میلادی – درگذشتۀ ۳۰ مارس ۱۹۷۷ میلادی) آهنگساز، مدرس و فعال اوکراینی بود. آرکادی فیلیپنکو و والنتین سیلوستروف از جمله شاگردان او در مؤسسه موسیقی لیسنکو بودند.
وی همچنین برندهٔ جوایزی همچون نشان لنین، جایزه هنرمند مردمی اتحاد جماهیر شوروی، قهرمان کار سوسیالیست، و نشان پرچم سرخ کار شده‌ است.